# Сальватор (Краков)

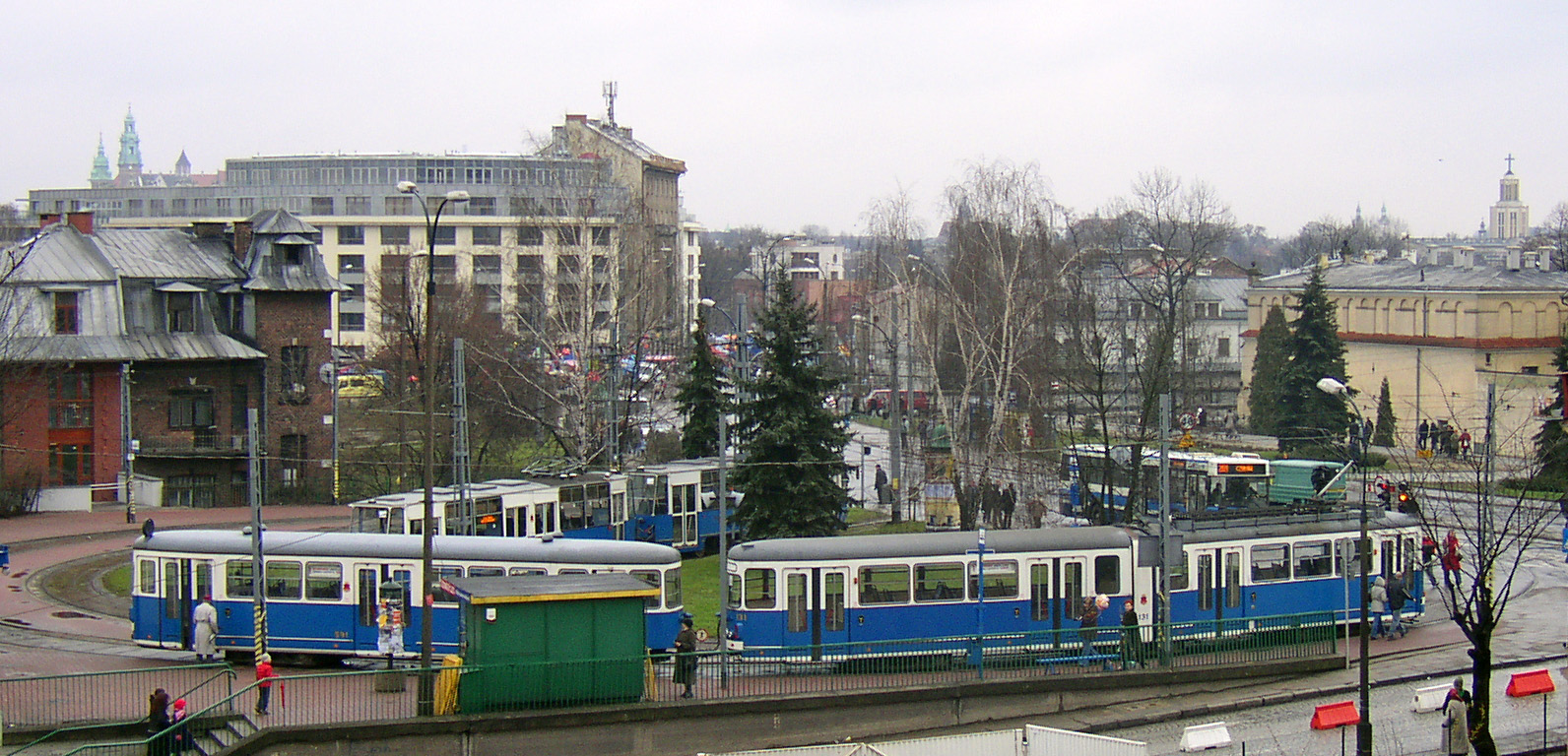
Конечная остановка краковского трамвая «Сальваторская петля»

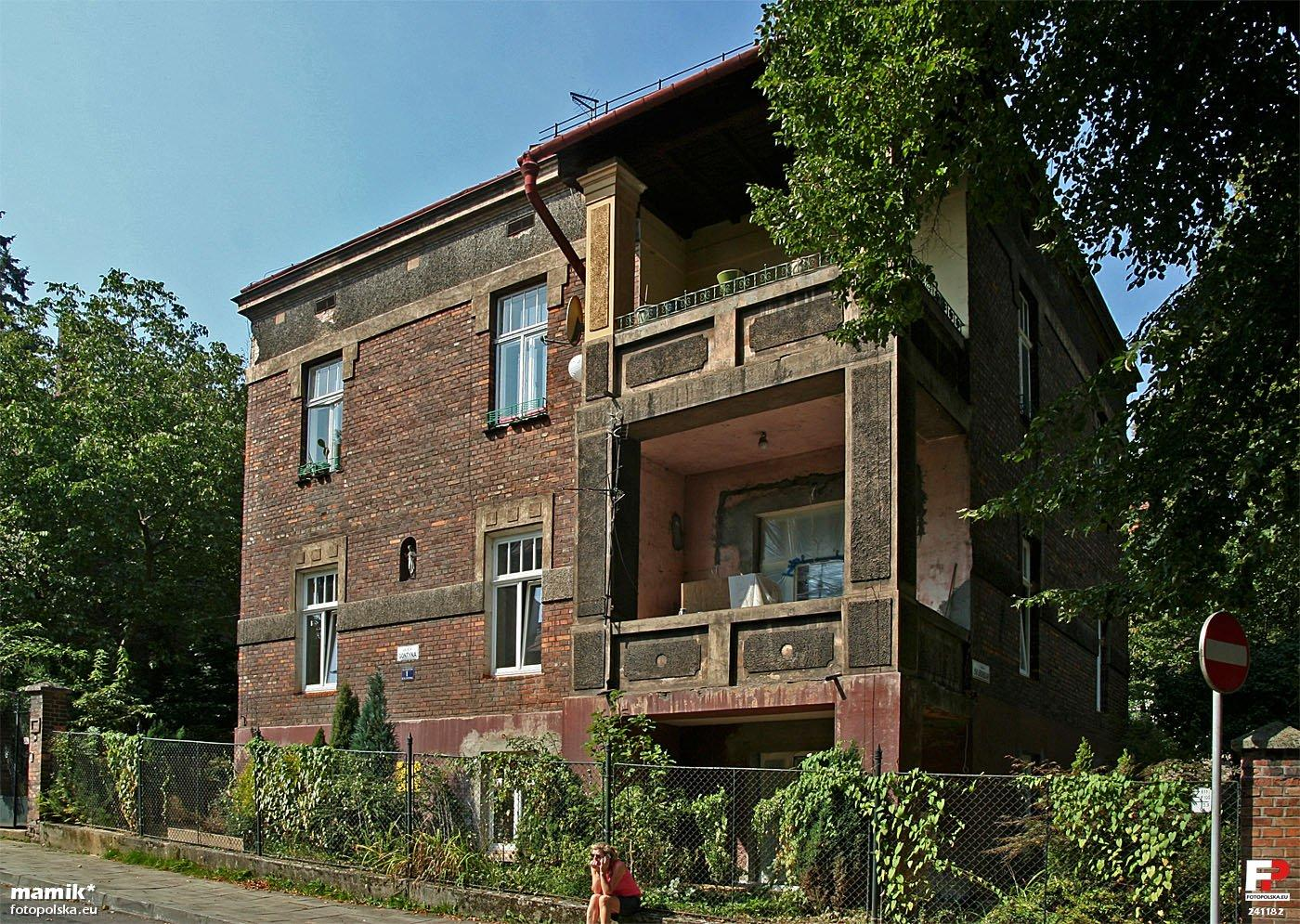

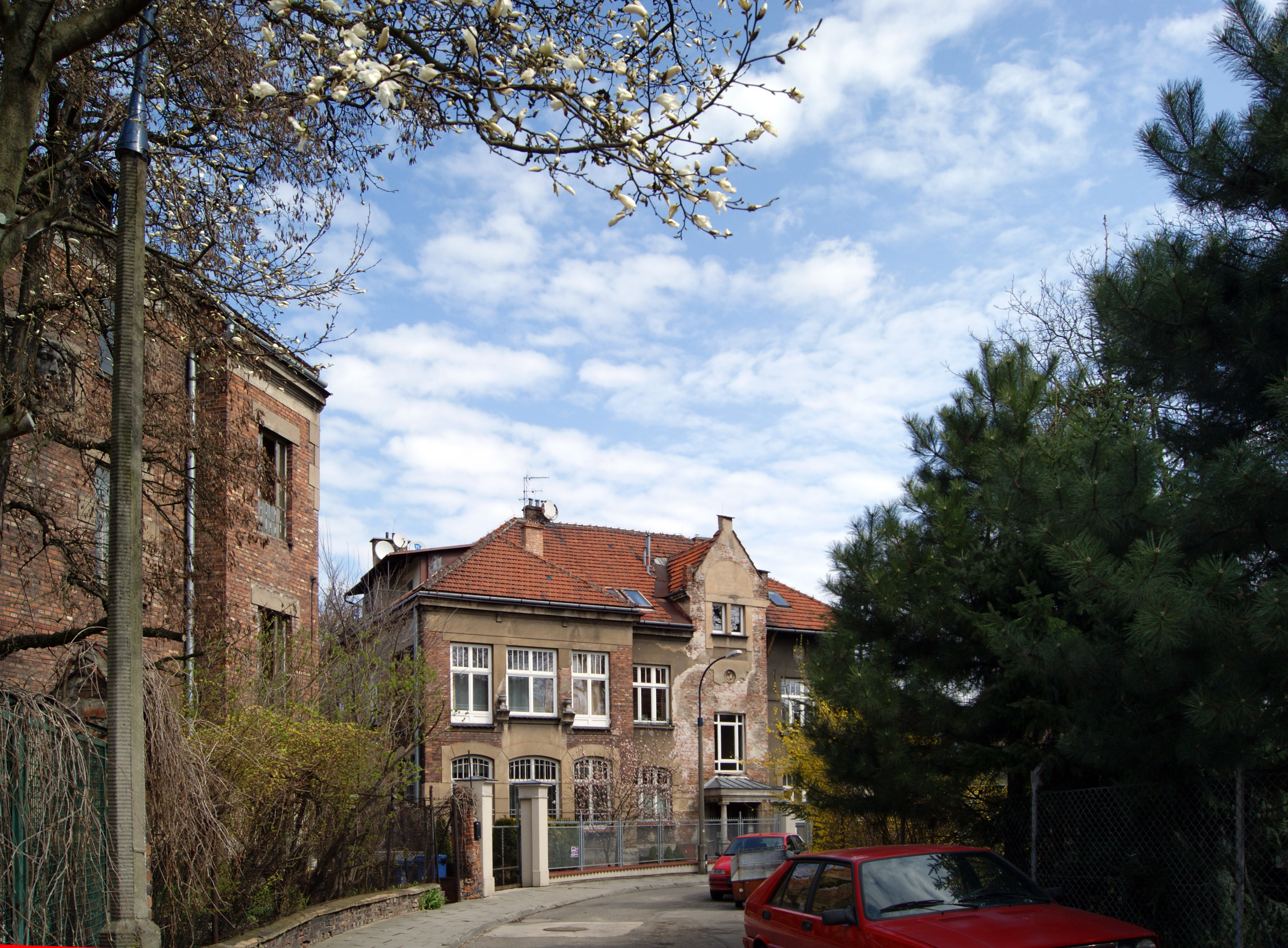
Улица Анчица

Сальва́тор (пол. Salwator) — наименование одного из микрорайонов Кракова. Входит в состав административного городского района Звежинец.
Район расположен на восточной стороне холма Сикорник на запад от Старого города в конце длинного хребта, нисходящего к Висле в месте, где в неё впадает река Рудава. У подножия Сикорника находится конечная остановка краковского трамвая под названием «Сальваторская петля». В состав Сальватора входят улицы Брониславы, Анчица и Гонтына.

## История
Район образовался в начале XX века на территории бывшей деревни Звежинец, которая вошла в состав Кракова в 1910 году. В 1912 году район по решению городского совета получил название по наименованию церкви Святейшего Спасителя, которая на польском языке носит латинское наименование «Святейшего Сальватора». С 1909 года район стал застраиваться небольшими домами в стиле вилла. К 1912 году было построено около тридцати подобных вилл, которые спроектировали краковские архитекторы Роман Бандурский а Альфред Крамарский. В период между двумя мировыми войнами виллы строились по проекту архитекторов Фердинанда Либлинга, Генрика Ясеньского и Людвика Войтычко. Последняя вилла была построена в 1955 году.
Ежегодно в Пасхальный понедельник на территории Сальватора около церкви святых Августина и Иоанна Крестителя проходит польский народный праздник Эммаус.

## Транспорт
- Конечная остановка «Сальваторская петля» трамвайных маршрутов № 1, 2,6;
- Конечная остановка и проходящих через Сальватор автобусных маршрутов № 100, 109, 209, 229, 239, 249, 259, 269, 409;

## Достопримечательности
Памятники культуры Малопольского воеводства:
- Церковь Святейшего Сальватора и находящееся возле неё кладбище;
- Часовня святых Малгожаты и Юдиты;
- Церковь Святых Августина и Иоанна Крестителя.

Другие достопримечательности
- В непосредственной близости от района находится Сальваторское кладбище;